# پر کرولجروپ
پر کرولجروپ (انگلیسی: Per Krøldrup؛ زادهٔ ۳۱ ژوئیهٔ ۱۹۷۹) یک بازیکن فوتبال اهل دانمارک است.
وی همچنین در تیم ملی فوتبال دانمارک بازی کرده‌است.